# كأس ملك إسبانيا 1911
كأس ملك إسبانيا 1911 (بالإسبانية: Copa del Rey de Fútbol 1911) هو الموسم 10 من  كأس ملك إسبانيا. كان عدد الأندية المشاركة فيه  11، وفاز فيه أتلتيك بيلباو.